# IC 4360
IC 4360 je spiralna galaksija u zviježđu Djevica koja se nalazi na listi objekata dubokog neba u Indeksnom katalogu. 
Deklinacija objekta je - 11° 25' 28" a rekstacenzija 14h 4m 21,3s. 

## Također pogledajte
- Indeksni katalog
- Novi opći katalog